# Мироян, Рубен Хачикович
Рубен Хачикович Мироя́н (арм. Ռուբեն Խաչիկի Միրոյան, 19 октября 1939, Ереван — 27 октября 1999, Ереван) — армянский партийный и государственный деятель. Погиб в результате террористического акта в здании парламента Армении.
- 1959—1964 — экономический факультет Ереванского государственного университета. Награждён посмертно «медалью Анания Ширакаци» (1999).
- 1982—1985 — академия народного хозяйства при совете министров СССР. Экономист.
- 1965—1971 — был первым секретарём райкома ЛКСМА района им. 26 комиссаров Еревана.
- 1971—1974 — работал в ЦК КПА. 1974—1982 — был заместителем председателя, а затем первым заместителем райкома ЛКСМА района им. 26 комиссаров Еревана.
- 1985—1991 — инструктор ЦК КПА, председатель Ленинского райисполкома,  первый секретарь КПА райкома им. 26 комиссаров Еревана.
- 1992—1999 — работал в аппарате министерства почты и телекоммуникаций Армении.
- 30 мая 1999 — избран депутатом парламента. 10 июня 1999 — вице-спикер парламента Армении. Секретарь правления НПА.